# Acetolyse
Acetolyse ist eine chemische Reaktion bei der Acetale und bestimmte Ether durch eine Säure und Acetanhydrid gespalten und die freiwerdenden Hydroxygruppen direkt acetyliert werden. Besondere Bedeutung hat die Methode in der Kohlenhydratchemie. 

## Methode und Anwendung
Dis Standardreagenzien für die Acetolyse sind Acetanhydrid und Schwefelsäure. Statt Schwefelsäure können auch andere saure Spezies wie Perchlorsäure oder Zinkchlorid verwendet werden. Eine weitere Reagenzien-Kombination ist Essigsäure mit Trifluoracetanhydrid. Die Reaktion eignet sich zur Spaltung von Acetalen und Benzylethern, wobei die Spaltprodukte in acetylierter Form erhalten werden. Besondere Bedeutung hat die Acetolyse in der Untersuchung von Kohlenhydraten, da es sich um eine milde Methode handelt, mit der Polysaccharide in Oligosaccharide zerlegt werden können. Die Methode ist zudem komplementär zur sauren Hydrolyse von Polysacchariden, da bei beiden Reaktionen verschiedene Bindungen bevorzugt gespalten werden, sodass sie auch unterschiedliche Informationen über die zerlegten Polysaccharide liefern. Die Acetolyse ist ein Standardverfahren zur Untersuchung von Pollen in der Palynologie, da sie die meisten Komponenten zersetzt, das Strukturskelett aus Sporopollenin jedoch erhält.

## Mechanismus
Aus den eingesetzten Reagenzien bilden sich zunächst Acylium-Ionen. Diese sind starke Elektrophile und können von einem Sauerstoffatom eines Acetals oder Benzylethers angegriffen werden, wobei sich ein Oxonium-Ion bildet. Durch Substitution mit einem Acetat-Ion wird dieses dann in zwei acetylierte Verbindungen gespalten.